# Lambula
Lambula är ett släkte av fjärilar. Lambula ingår i familjen björnspinnare.

## Dottertaxa tillLambula, i alfabetisk ordning[1]
- Lambula aethalocis
- Lambula agraphia
- Lambula aroa
- Lambula bifasciata
- Lambula bilineata
- Lambula bivittata
- Lambula castanea
- Lambula contigua
- Lambula cuprea
- Lambula dampierensis
- Lambula erema
- Lambula errata
- Lambula flavobrunnea
- Lambula flavogrisea
- Lambula fulginosa
- Lambula hypolius
- Lambula iridescens
- Lambula laniafera
- Lambula malayana
- Lambula melaleuca
- Lambula metaleuca
- Lambula nigra
- Lambula obliquilinea
- Lambula orbonella
- Lambula pallida
- Lambula phyllodes
- Lambula pleuroptycha
- Lambula plicata
- Lambula pristina
- Lambula punctifer
- Lambula rothschildi
- Lambula thermopepla
- Lambula transcripta
- Lambula umbrina